# Museu Històric Militar de Melilla
El Museu Militar de Melilla és un museu de la ciutat espanyola de Melilla. Està situat en el Baluard de la Concepció Alta, en el Primer Recinte Fortificat de Melilla La Vella.

## Història
En el marc de la celebració del V Centenari de Melilla es va celebrar una exposició sobre la història militar, amb fons del Museu de l'Exèrcit, que una vegada acabada es van quedar a Melilla, i amb altres cedits per la Ciutat Autònoma, així com uns altres de particulars van formar aquest museu, sent inaugurat el 15 de juliol de 1997.

## Descripció

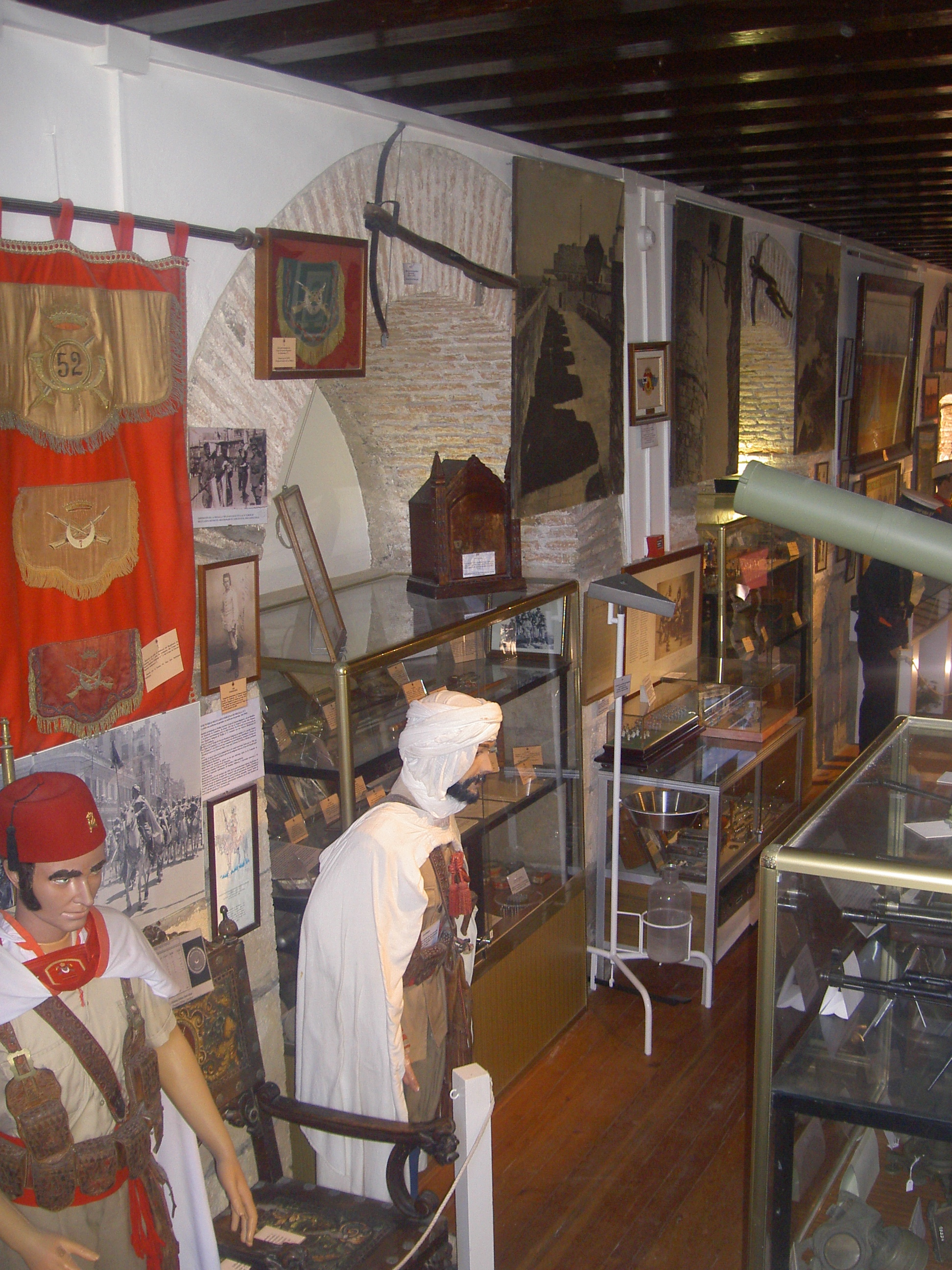
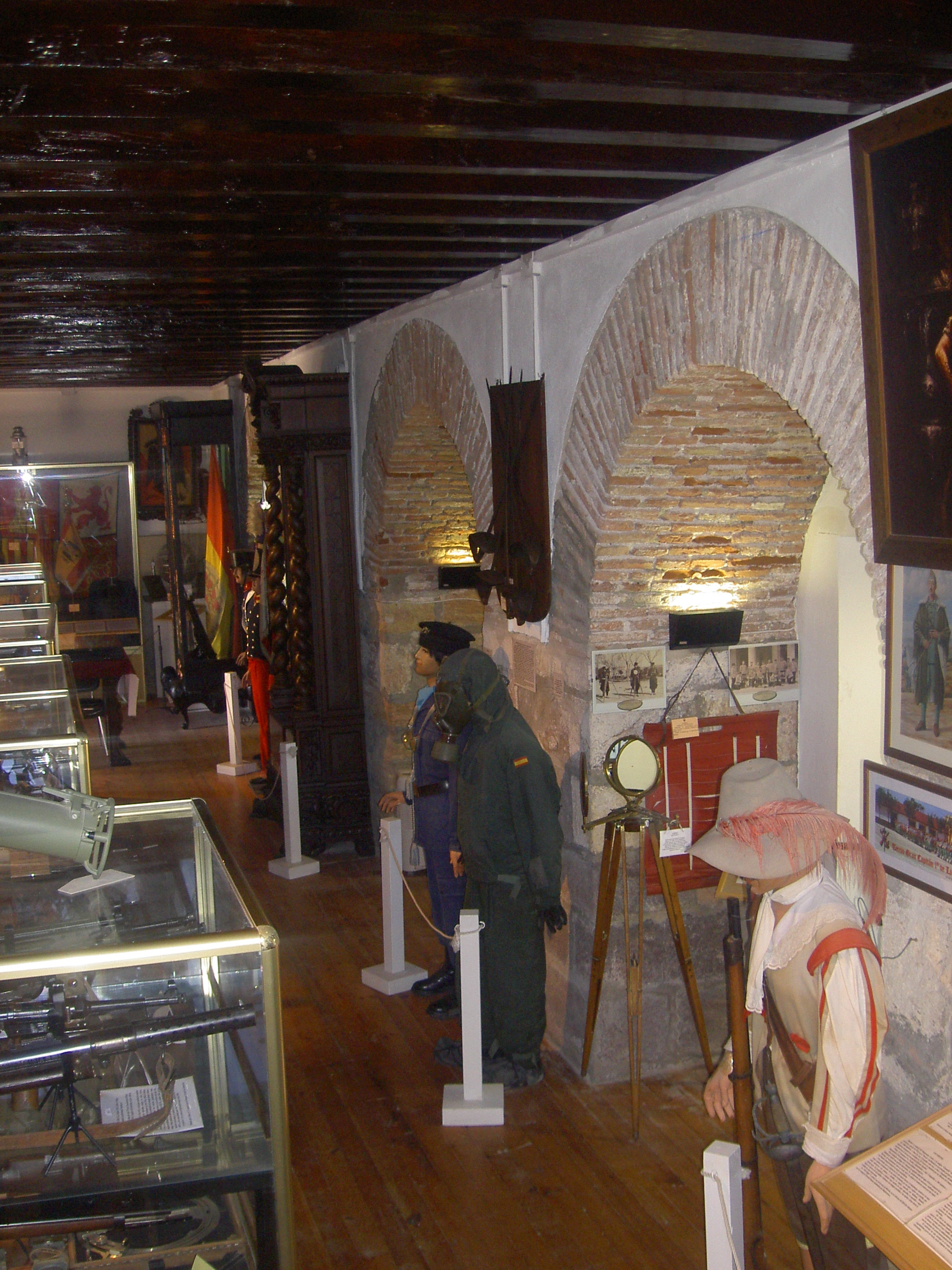
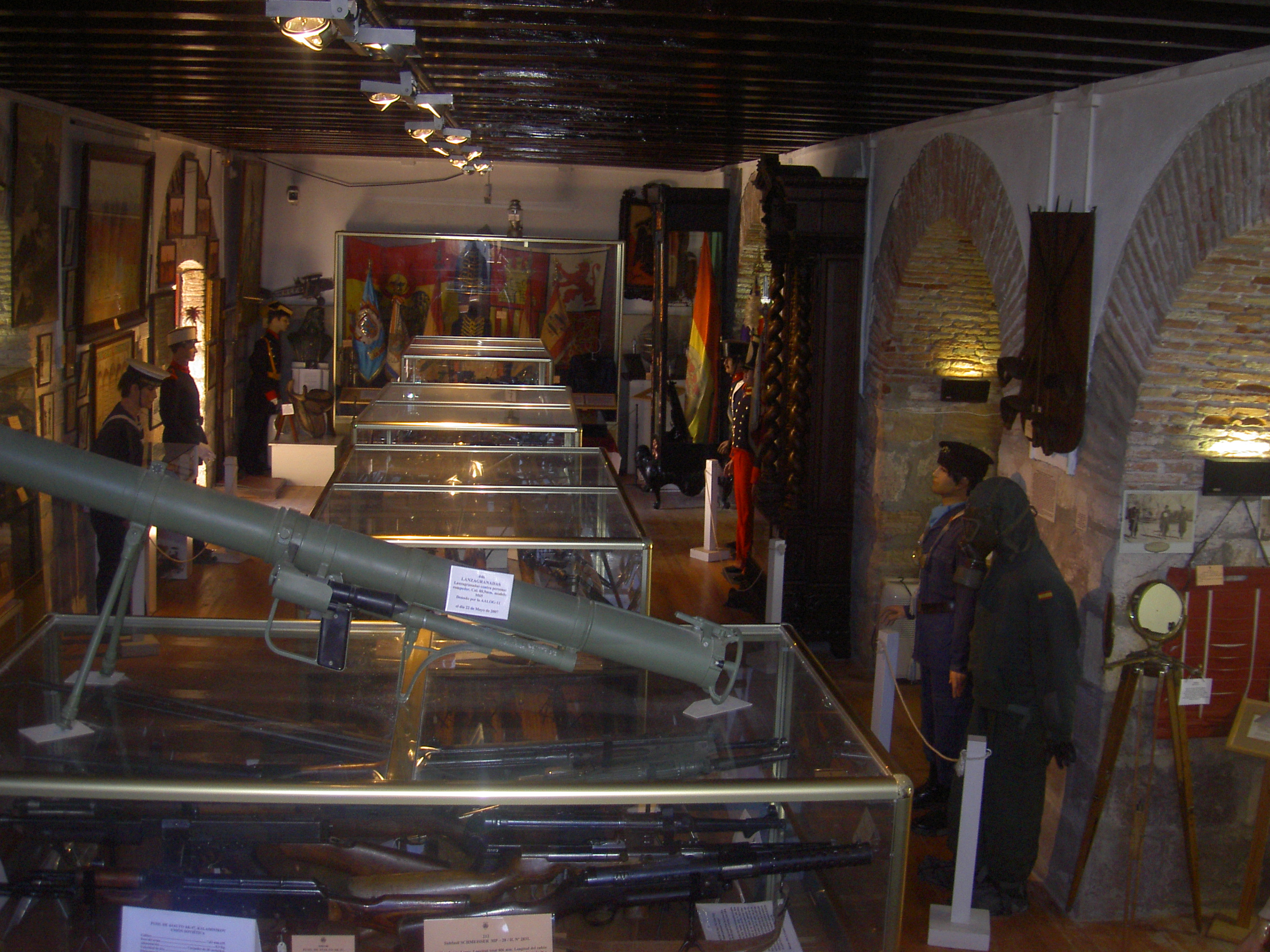

En el magatzem de pólvora, a la sala baixa es troba l'exposició permanent, en la qual s'exposen uniformes militars, maquetes, diorames, mestresses de tota mena,,, destacant una màquina Enigma, i una cadira de muntar d'Isabel II i en l'alta les mostres temporals, amb canons i morters situats en les plataformes d'artilleria.